# شارع برنسز

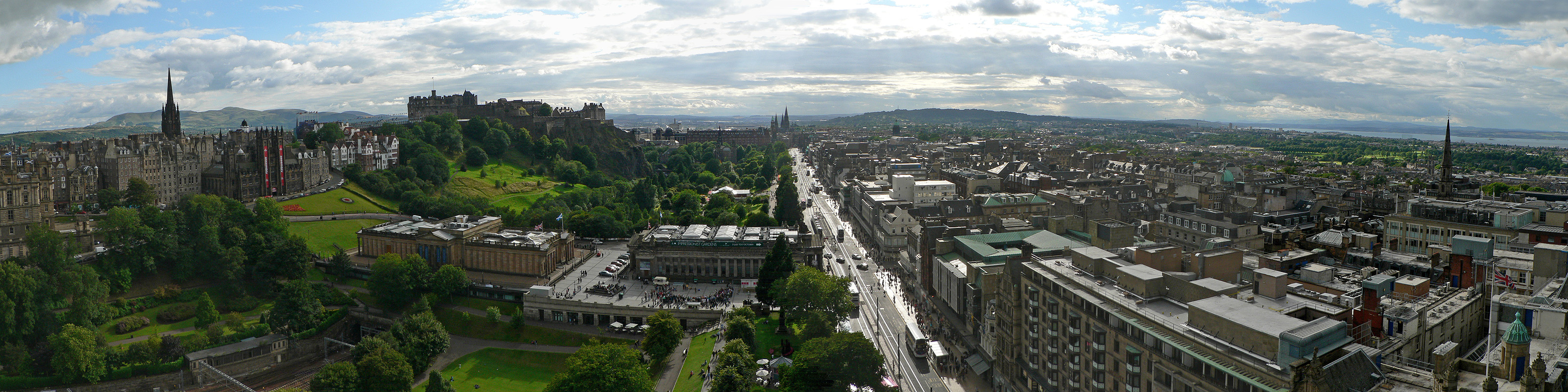
صورة بانورامية تظهر شارع برنسز من تمثال سكوت

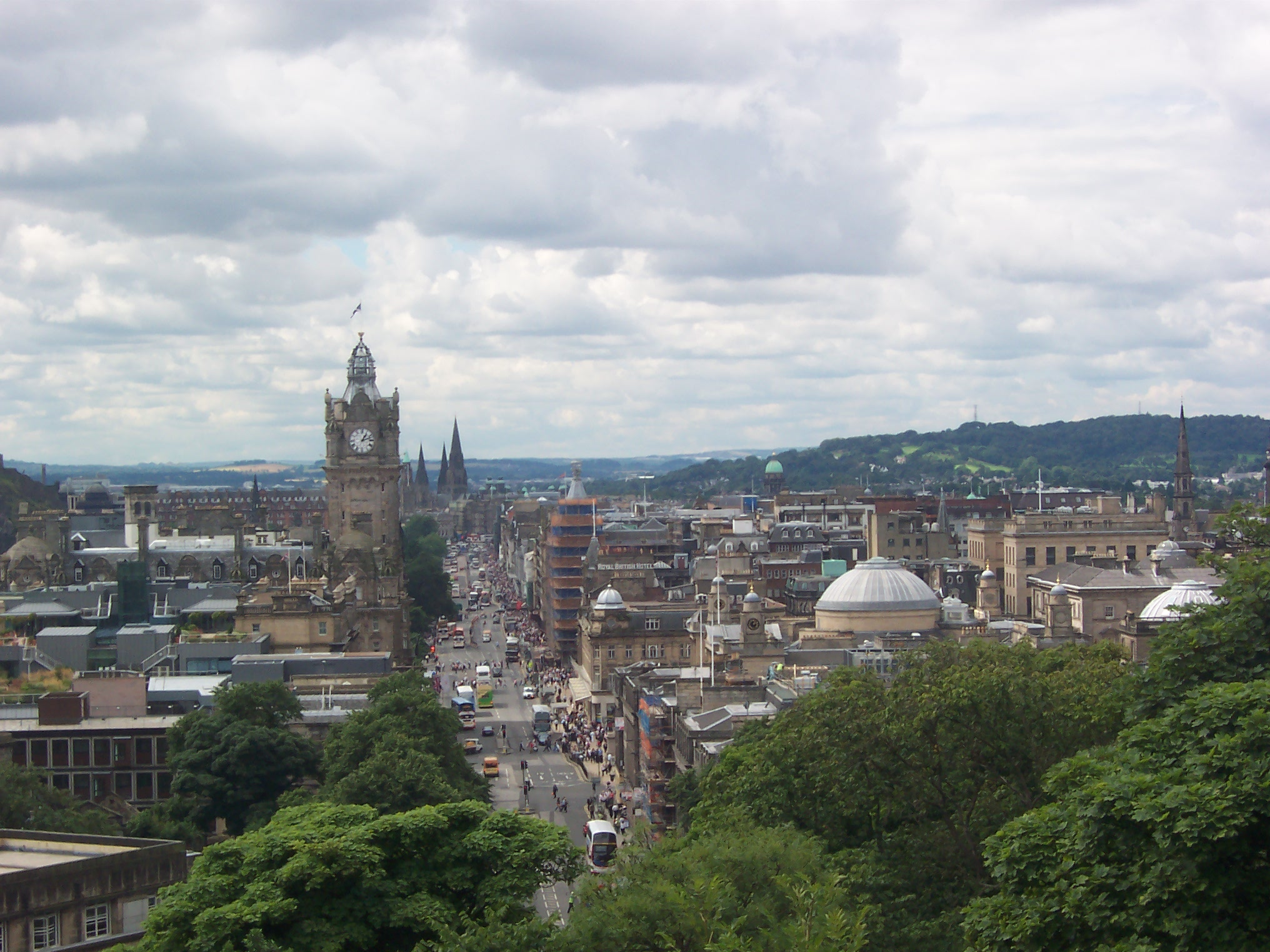
إطلالة لشارع برنسز من تلة كالتون

يعد شارع برنسز (شارع الأمراء) أحد الشوارع الرئيسة في مدينة إدنبرة عاصمة اسكتلندا وهو من الشوارع الأساسية للتسوق في المدينة، يقع في أقصى جنوب المدينة الجديدة لإدنبرة ويمتد بمسافة ميل (1.6 كيلومتر) من طريق لوثين غربًا إلى شارع ليث شرقًا، وجهته الجنوبية خالية من المباني مما يتيح رؤية بانورامية للمدينة القديمة وقلعة إدنبرة والوادي بينهما، كما أن المواصلات محدودة للترام والباصات وسيارات الأجرة فقط أما في نهاية الجزء الشرقي فيمكن لأي وسيلة تنقل بالمرور.

## التاريخ

### القرن الثامن عشر
يمتد الشارع على طول سد من سدود العصور الوسطى للمدينة الذي يعرف بسد لانغ، كان يسمى قديمًا بشارع سانت جايلز نسبة لقديس إدنبرة، ولكن الملك جورج الثالث رفض هذا الاسم لأنه يعود إلى أحد الأحياء الفقيرة سيئة السمعة في لندن، فسمي باسم شارع برنسز نسبة لابني الملك الكبيرين: الأمير جورج: دوق روساي، والأمير فريدريك: دوق يورك وألباني.
عندما تم التخطيط لبناء المدينة الجديدة في إدنبرة التي صممها المهندس المعماري جميس كرايج وبدأ بناءها عام 1770، كان لهذا الشارع جزء مهم من خطة التصميم بسبب موقعه الذي يقابل قلعة إدنبرة والمدينة الأصلية أو ما تسمى بالمدينة القديمة حاليًا، وكانت المباني في ذلك الوقت تتسم بالشكل نفسه حيث أنها تطلّ على الشارع ولها درج سفلي للوصول إلى القبو ودرج علوي للوصول إلى الطابق الأرضي وطابقين آخرين والعلية، وبقي بناء واحد فقط على هذا التصميم في ذلك الوقت.

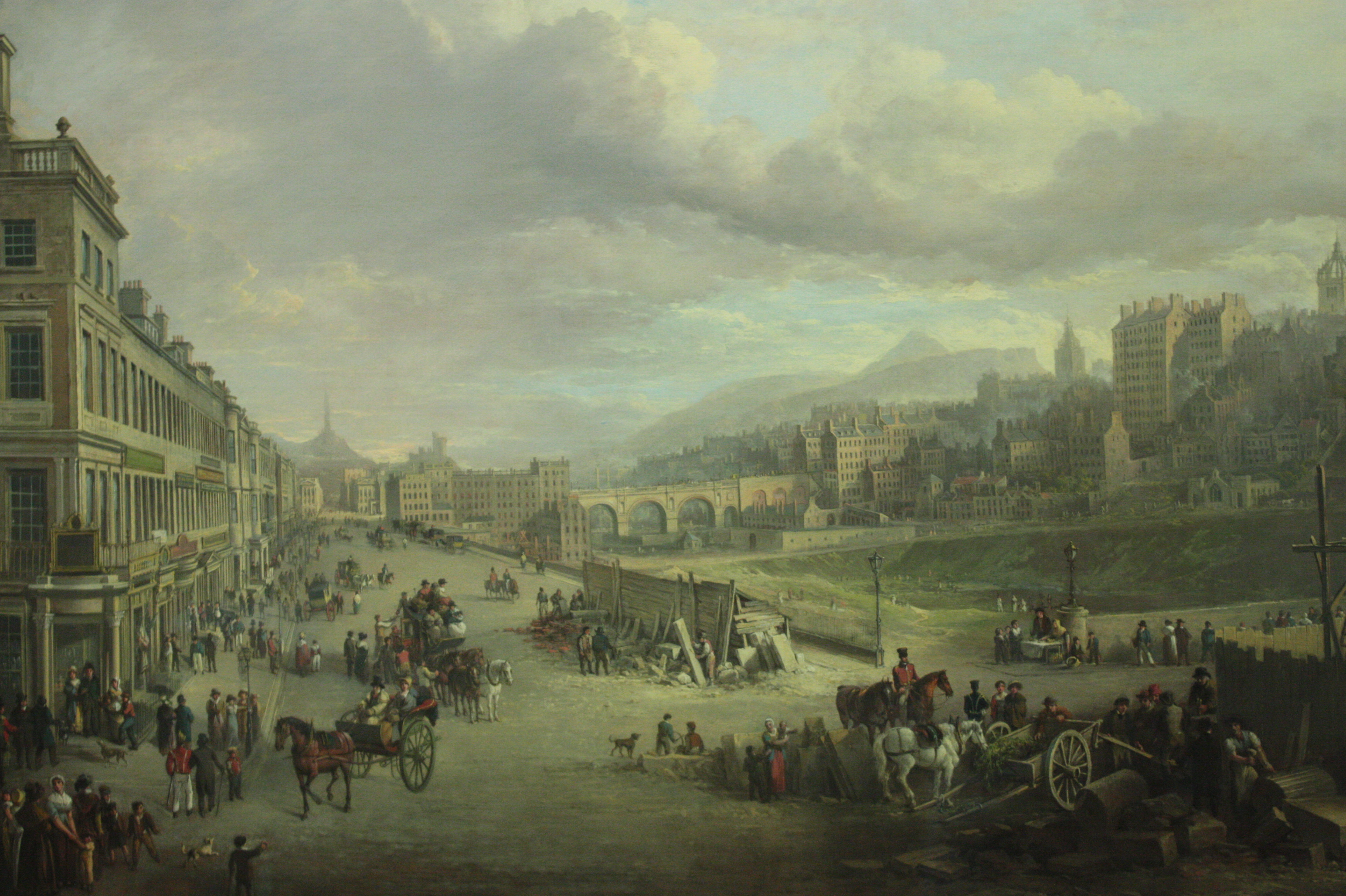
لوحة لشارع برنسز عام 1825م رسمها الفنان ألكسندر ناسميث

### القرن التاسع عشر
خلال القرن التاسع عشر جُددت الكثير من المباني على نطاق واسع وتحول الشارع من حي سكني إلى الاستخدامات القطاعية بشكل أساسي.
ومنذ الثمانينيات أصبح الشارع أكثر شهرة بسبب الأماكن التي يُطل عليها وسهولة الوصول إليه مما ساعد على افتتاح الكثير من الفنادق فيه، فقامت شركات السكك الحديدية بإنشاء فندقين ضخمين في نهايتي الشارع: فندق كالدونيان في الغرب والفندق نورث بريتيش في الشرق، ويتوسط هذان الفندقان بعض الفنادق الأخرى مثل: الفندق الملكي البريطاني وفندق أولد ويفرلي وفندق جبل رويال.

### القرن العشرون

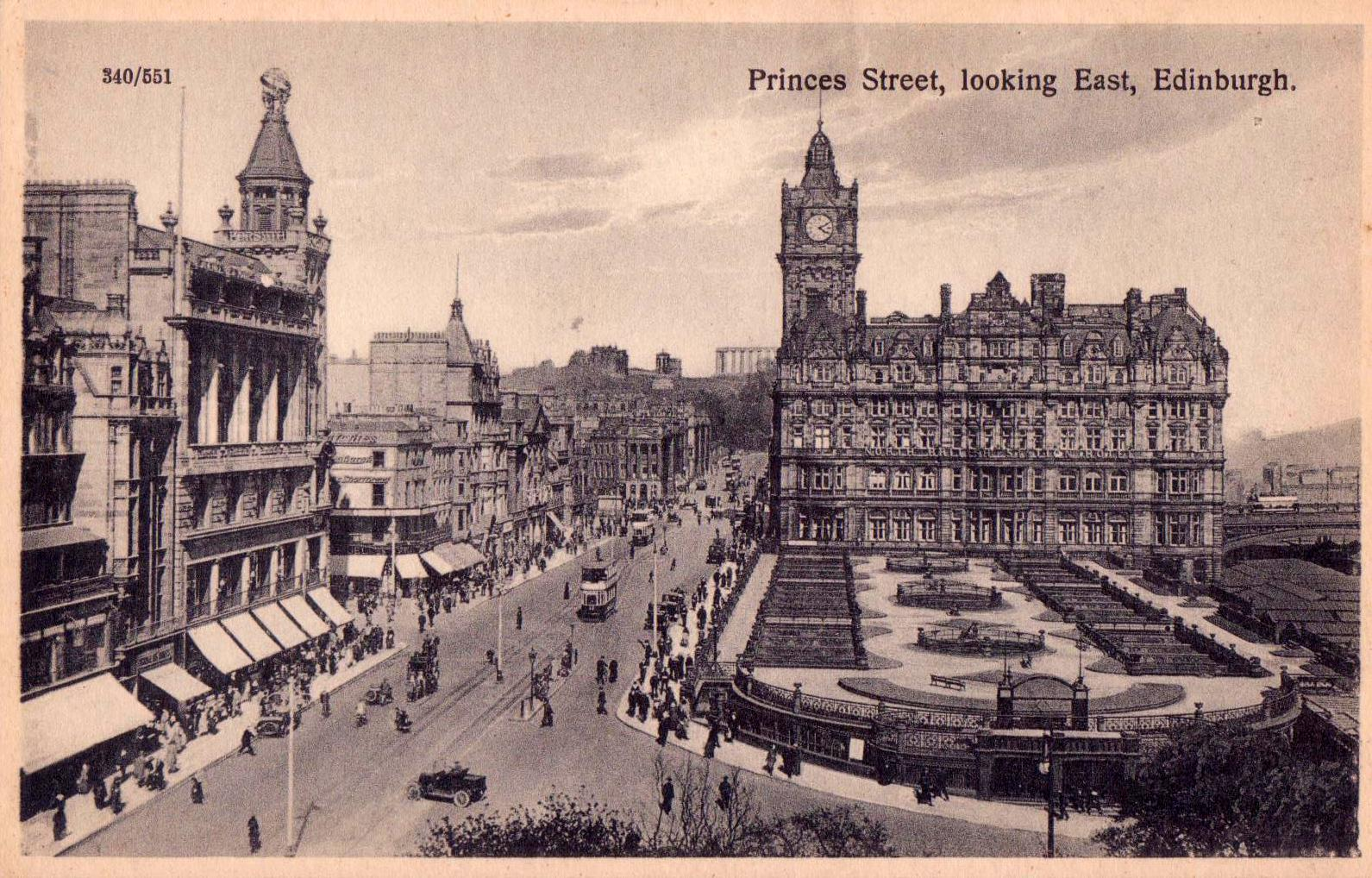
شارع برنسز من الجهة الشرقية بين عامي 1910-1915م

في ثلاثينيات القرن الماضي كان الفن المعماري لشارع برنسز يتكون من مزيج متعدد من التصاميم، إلى أن بدأت خطة أبيركرومبي التي تتضمن توحيد تصميم هذا الشارع لخلق مظهر متناسق له، وقد نفذت لجنة شارع برنسز هذه الخطة عام 1967 م التي تتضمن تجديد جميع المباني وتوحيد شكل الممرات وواجهات المحلات التجارية، وقد وُضعت الخطة قيد التنفيذ وهُدمت سبعة أبنية وشُيّدت سبعة بديلة عنها قبل إيقاف العمل في سبعينيات القرن العشرين.

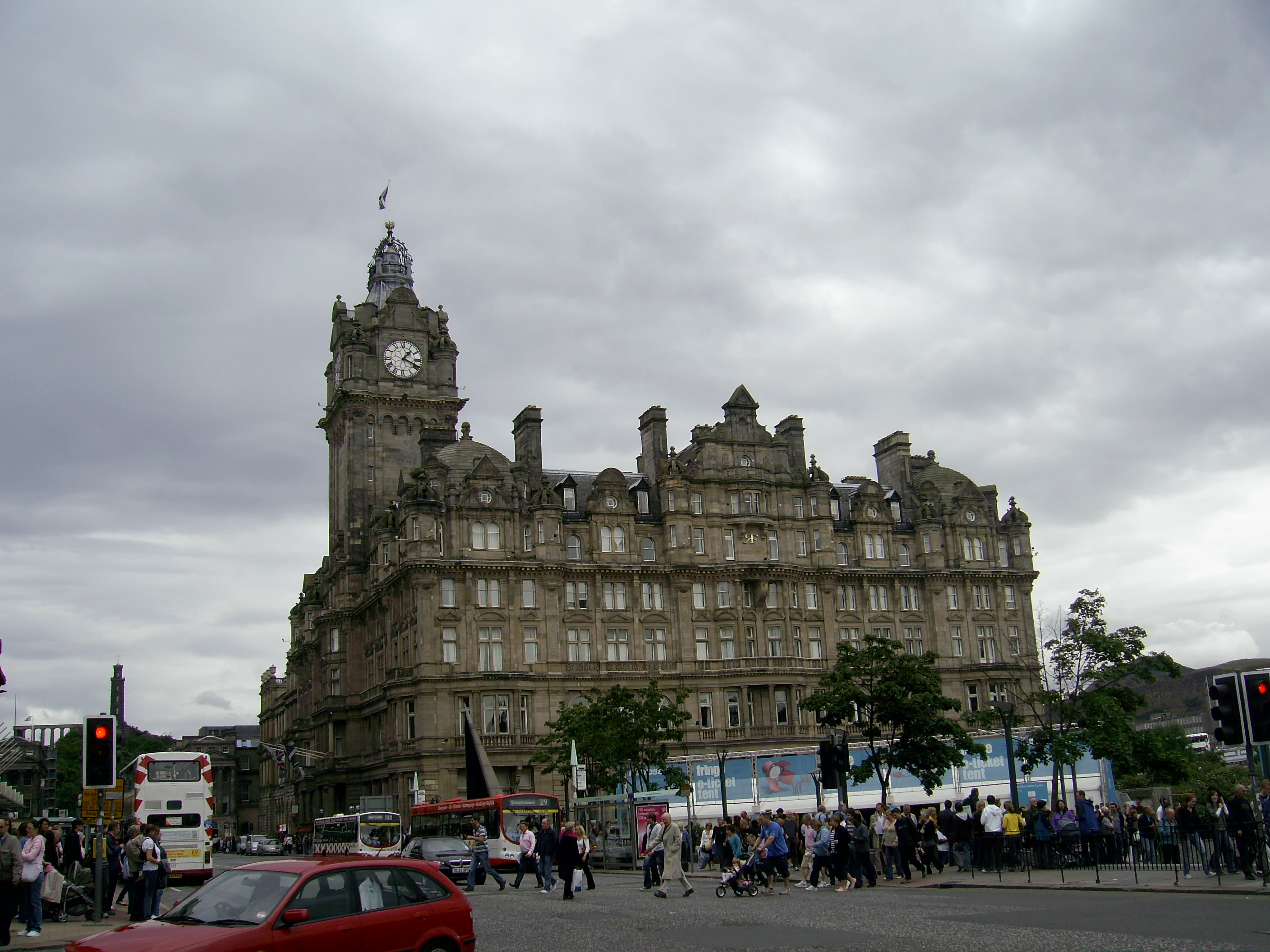
فندق بالمورال -الذي كان يسمى الفندق البريطاني الشمالي – في شارع برنسز وفوق محطة وافرلي

وقد كان شارع برنسر موقعًا لأعمال الشغب التي حدثت عام 2005م بسبب مؤتمر 31st G8 التي أطلقت عليها الصحافة اسم «معركة شارع برنسز»، وقد ادّعت وسائل التواصل الاجتماعية أن الشرطة المحلية حرّضت الشعب على هذه الأعمال.

## التسوق

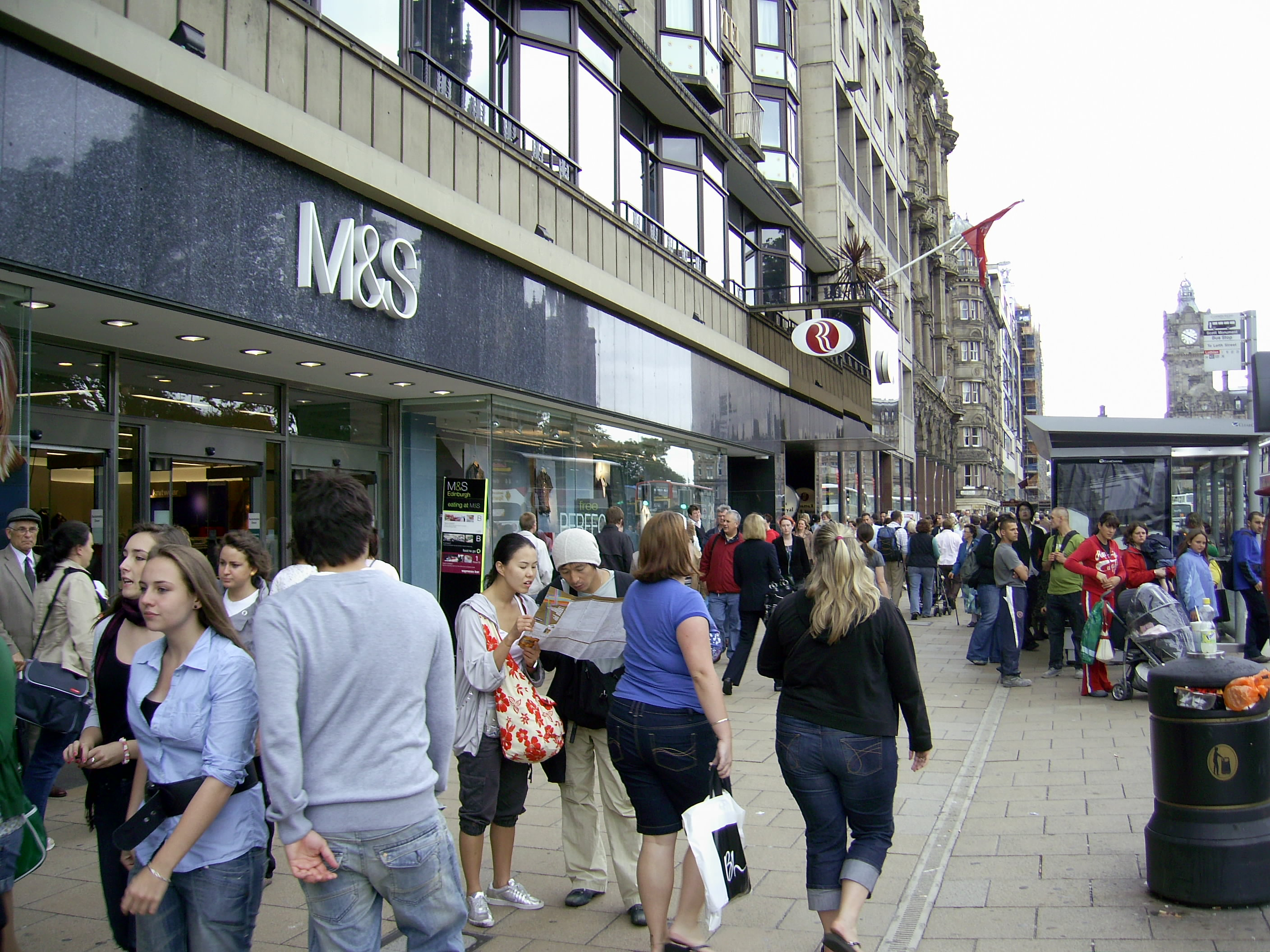
متسوقون في شارع برنسز

يوجد العديد من العلامات التجارية العالمية والمشهورة في شارع برنسز مثل: بووتس و ايتش أند إيم وديبنهامز وماركس أند سبينسر وتوبمان و توب شوب، ويعد متجر جينيرز متعدد السلع أحد المؤسسات التي تعمل على إحياء سمعة بعض المحلات التجارية المحلية التي اختفى صيتها مثل باتريك ثومبسونز.

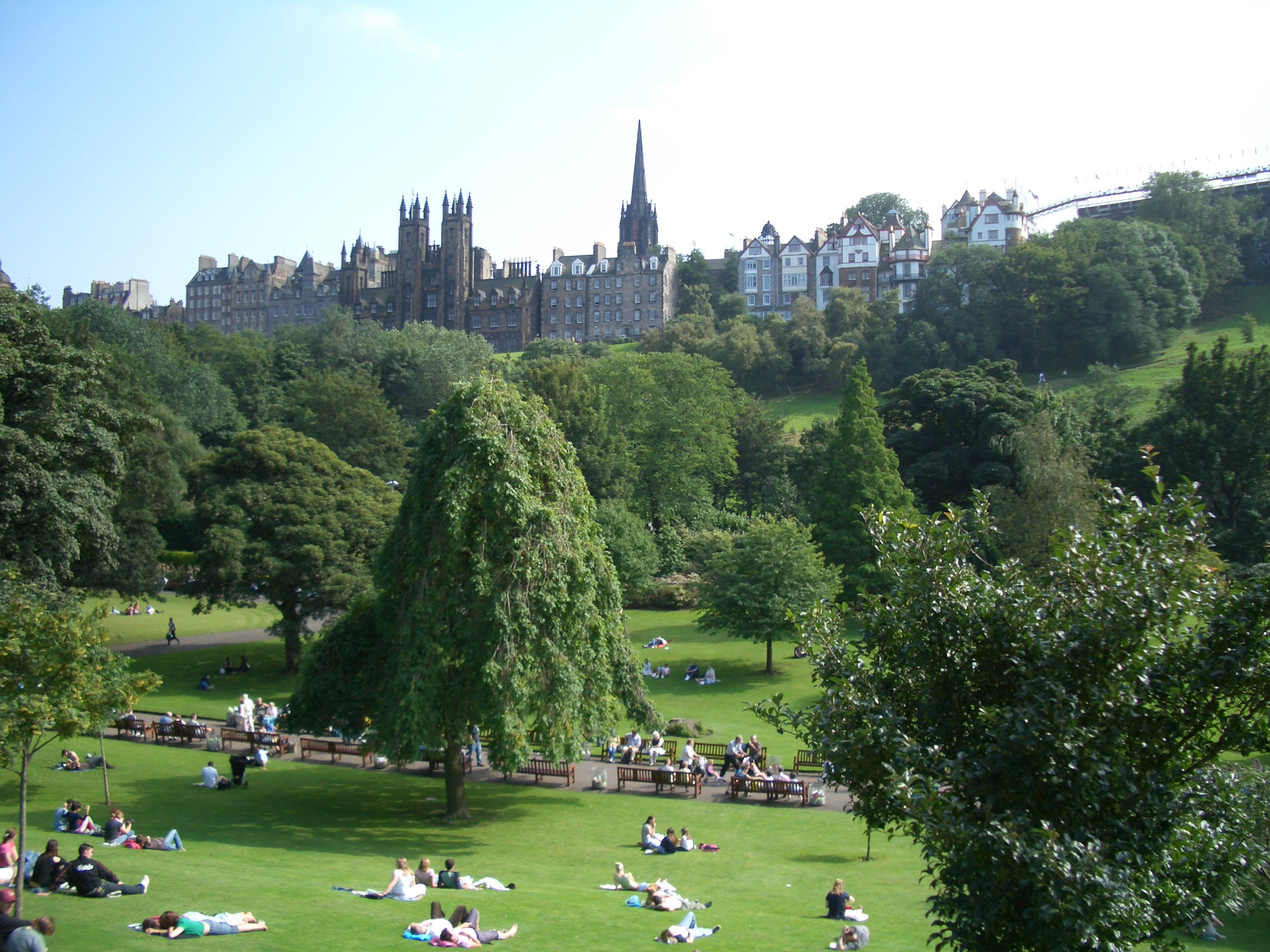
المدينة القديمة من غرب حدائق شارع برنسز

ظهرت بعض الخلافات حول المباني المُنشأة في أواخر القرن العشرين، مما أدى إلى اقتراح خطط لهدم بنائي بي إيتش إيس وماركس أند سبينسر لتطوير الشارع وتحديثه، وقد ظهرت بعض المشاكل الأخرى في المباني حيث أن الطوابق العلوية كانت تستخدم للتخزين بدلًا من استعمالها كمكاتب أو أماكن سكنية. وُضعت خطة تصميم جديدة بعد الحرب العالمية الثانية والتي تتضمن تصميم ممر يقابل واجهة المحلات في الدور الأول بدلًا من أن تكون على الجهة الأخرى للشارع، وعلى الرغم من ذلك فإن الممر الذي شُيّدَ لم يكن أكثر من شرفات معزولة، وكان بنك رويال في اسكتلندا هو البناء الوحيد الذي حافظ على هذا التصميم إلى أن أُغلق فرعه في أوائل القرن الواحد والعشرين.

## حدائق شارع برنسز وجهته الجنوبية
صرّفت المياه الملوثة لبحيرة نور لوخ أثناء تشييد المدينة الجديدة وتحولت المنطقة إلى حدائق خاصة تسمى حدائق شارع برنسز، وفي أواخر القرن التاسع عشر قام مجلس إدنبرة بتولي أمر هذه الحدائق بعد تحول الشارع إلى سوق تجاري وغياب الحاجة إلى وجود حدائق سكنية خاصة.  بعد ذلك ازداد امتداد شارع برنسز من الناحية الشمالية للحدائق ونسبة إلى انخفاض المنطقة هناك قامت الهيئة بإنشاء سد شاهق مازال موجود إلى يومنا الحالي، كما تعد حدائق شارع برنسز غنية بالمناطق الخضراء الواسعة في وسط إدنبرة.

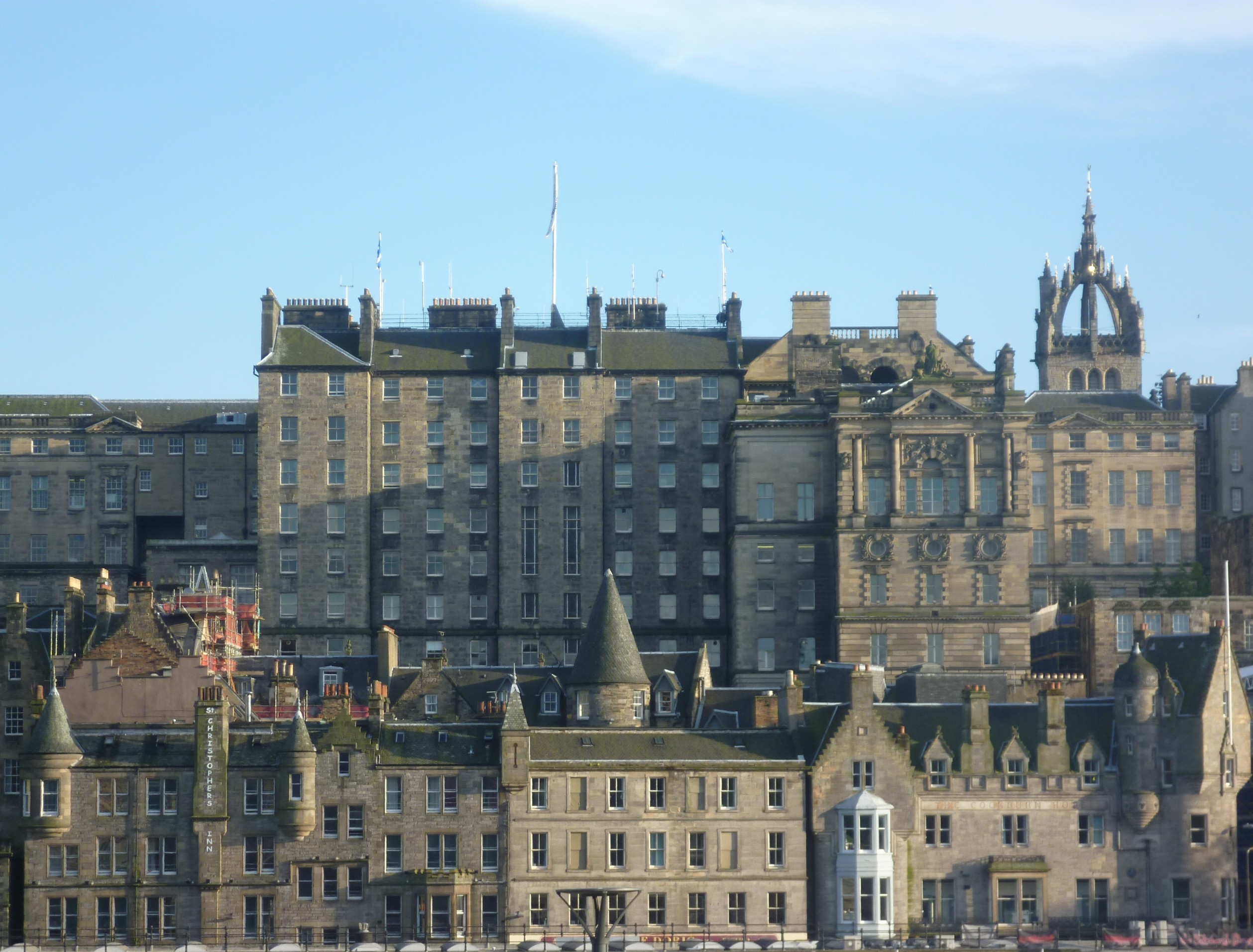
الجهة الشرقية لشارع برنسز

تتنوع المعالم الأثرية في حدائق شارع برنسز فهي تحتوي على متحف روز باندستاند ونصب تذكاري لجنود حرب الولايات المتحدة الذين يندرجون من سلالة اسكتلندية، كما يوجد في الحدائق معرضين مهمين للفن الإسكتلندي أحدهما هو الأكاديمية الملكية الاسكتلندية أما الثاني فهو المعرض الوطني الإسكتلندي، ويقع هذان المعرضان في أسفل تل مرتفعة يسمى الهضبة وهي مزودة بمحطة ترام شارع برنسز، كما يوجد في هذه الحدائق تمثال سكوت وهو تمثال ضخم ومعقد وُضع كنصب تذكاري للسيد والتر سكوت -كاتب روايات وافرلي- وسميت محطة وافرلي التي تقع في الطرف الشرقي للحدائق نسبةً إلى رواياته، وفي الجهة الشمالية من المحطة يقع أحد فنادق السكة الحديدية السابقة الذي أطلق عليه اسم الفندق البريطاني الشمالي قديمًا ثم تغير اسمه وأصبح فندق بالمورال كما يجاوره الجسر الشمالي. يقع فندق كالدونيان في الجهة الشمالية لشارع لوثين، وقد شيّدته شركة كالدونيان للسكك الحديدية لخدمة محطتهم في شارع برنسز التي أُغلقت في ستينيات القرن العشرين.
تقع كنيسة القديس يوحنا الأسقفية في الجزء الغربي من شارع برنسز، وقد بُنيت على سرداب قبو وفناء كنيسة ولها عدة منافذ تجارية، وتقع من جهتها الجنوبية كنيسة القديس كوثبرت التي تتميز بفنائها الواسع أيضًا.

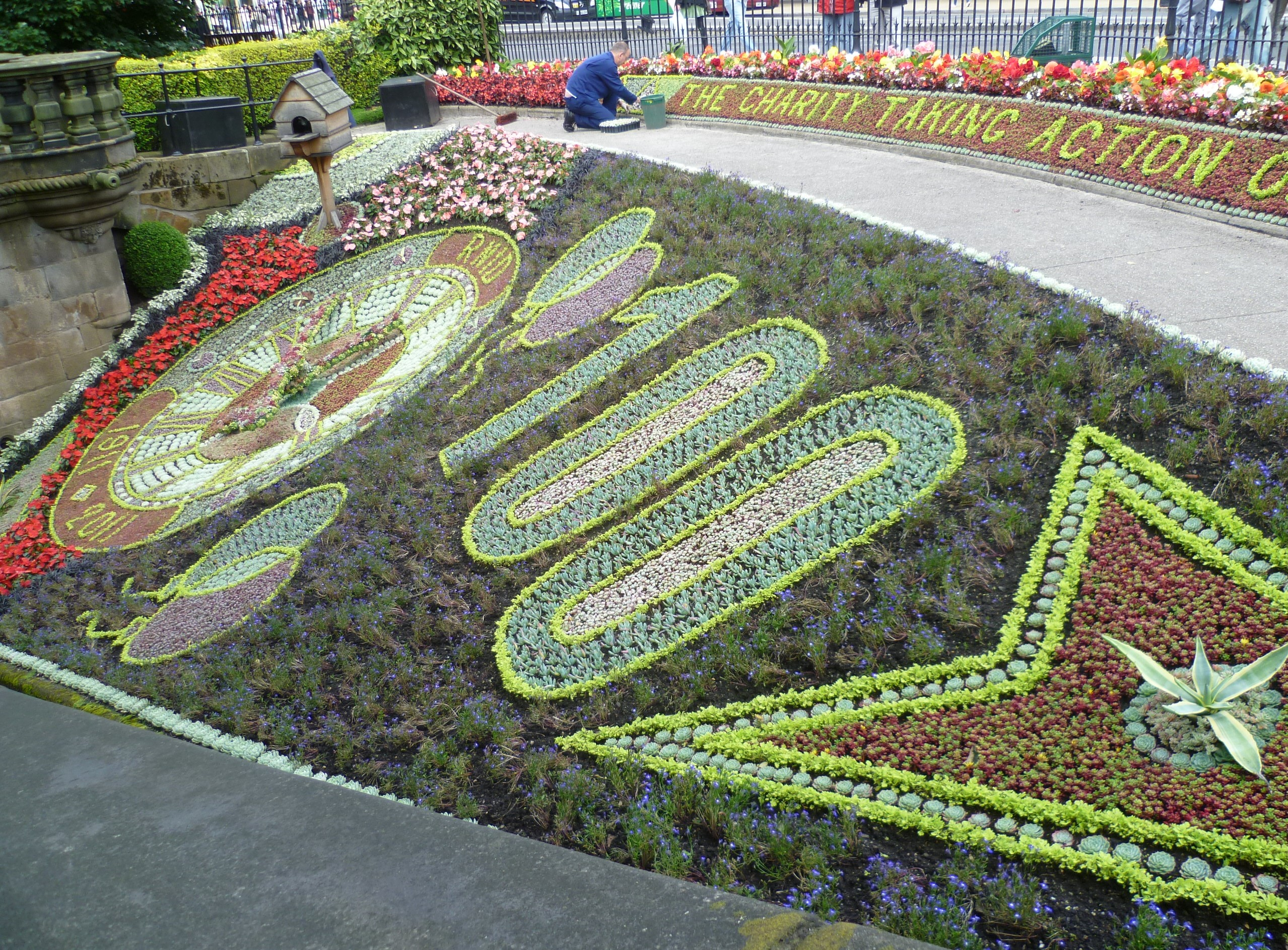
الساعة الزهرية عام 2011م

تحتوي حدائق شارع برنسز على الساعة الزهرية التي زرعها مدير الحديقة جون ماكاتي عام 1903م، ويتغير تصميمها في كل صيف.
لا يزال لشارع برنسز شهرة واسعة على الرغم من أنه لم يعد أكثر الأماكن غلاءً لاستئجار المحلات التجارية، ويعد هذا الشارع من الشوارع النادرة في الولايات المتحدة التي أمر البرلمان بمنع بناء أي مباني في جهته الجنوبية للحفاظ على إطلالته الخلّابة.

## المواصلات

### الطرق
يعد الثلث الشرقي من شارع برنسز هو الجزء الوحيد الذي يسمح بحركة سير عامة أما الطريق الرئيسي فهو مخصص للترام والباصات وسيارات الأجرة والدراجات الهوائية فقط.

### السكة الحديدية
تقع محطة وافرلي للسكك الحديدية في النهاية الشرقية لشارع برنسز.

### الترام
يتوقف ترام شارع برنسز في المحطة التي تقع غرب الأكاديمية الاسكتلندية الملكية وقريبة من أسفل الهضبة.

| المحطة السابقة                    | ترام إدنبرة             | المحطة التالية                             |
| شارع أندرو سكوير باتجاه موقع يورك | موقع يورك – مطار إدنبرة | النهاية الغربية – شارع برنسز باتجاه المطار |

### الباصات
يعد شارع برنسز هو المركز الرئيسي الذي تتفرع منه مسارات شركة لوثين للباصات، وتقع محطة إدنبرة للباصات في الركن الشمالي الشرقي من شارع ميدان أندرو ويبلغ طول المحطة 100 متر.

## الروابط
- يسمى أحد الطرق الرئيسة في نيوزيلاند في مدينة دوندين بشارع برنسز والذي نشأ بعد شارع إدنبرة، واسم دوندين في اللغة الغيلية الاسكتلندية مستمد من اسم إدنبرة والعديد من شوارع دوندين سميت بأسماء شوارع إدنبرة أيضًا.
- شكل جميس هويه في عام 1970م مسيرة لحزب عسكري سميت «فخر شارع برنسز».
- سمّى تشارلز دارون -الذي درس في جامعة إدنبرة- المسار الحجري الذي يقع في شرق فوكلاند في جزيرة فوكلاند بشارع برنسز ويبلغ طوله أربعة أميال (6 كيلومتر).[13]

## الثقافة الشعبية
- يظهر بطل فيلم Trainspotting الذي أُنتج عام 1996م بلقطة افتتاحية وهو يركض في شارع برنسز ويقوم بملاحقته بعض من رجال الأمن.
- في فيلم The Illusionist (المشعبد) للممثل سيلفاين شوميت الذي صُور في عام 2010م يظهر العديد من المشاهد في شارع برنسز في أواخر الخمسينات من القرن العشرين.

## أشهر سكان شارع برنسز
كان الشارع بمثابة حي سكني لمدة 70 سنة وقد عاش فيه العديد من الأشخاص المشهورين
1.     ريتشارد بول (فيزيائي)
2.     جون كرول
3.     محل ورق ألكسندر كوان
4.     السيد جورج هوم وجيمس سيم
5.     روبرت سكوت (نقاش على الخشب) وألكسندر فريزر تايتلير ولورد وودهاوسلي وويليام فريسر تايتلير
6.     جايمس دونالدسون (ناشر)
7.     توماس إلدر (لورد بروفوست لإدنبرة)
8.     هاملتون أند إنشيز (جوهري)
9.     ألكسندر هاندسايد ريتشي (نحات)
10. ويليام بونار (فنان)
11. ويليام فوربس سكين